# ألان سانشيز (لاعب كرة قدم)
ألان سانشيز (بالإنجليزية: Alan Sanchez)‏ هو لاعب كرة قدم أمريكي في مركز الوسط، ولد في 1 يوليو 1988 في ميامي في الولايات المتحدة، وتوفي في 1 ديسمبر 2020. لعب مع Charlotte Eagles ‏.